# Lake Norden (Dakota del Sur)
Lake Norden es una ciudad ubicada en el condado de Hamlin en el estado estadounidense de Dakota del Sur. En el Censo de 2010 tenía una población de 467 habitantes y una densidad poblacional de 205,36 personas por km².

## Geografía
Lake Norden está localizada en las coordenadas 44°34′48″N 97°12′36″O / 44.58000, -97.21000. Según la Oficina del Censo de los Estados Unidos, Lake Norden tiene una superficie total de 2.27 km², de la cual 2.15 km² corresponden a tierra firme y (5.35%) 0.12 km² es agua.

## Demografía
Según el censo de 2010, había 467 personas residiendo en Lake Norden. La densidad de población era de 205,36 hab./km². De los 467 habitantes, Lake Norden estaba compuesto por el 93.15% blancos, el 0% eran afroamericanos, el 0.43% eran amerindios, el 0% eran asiáticos, el 0% eran isleños del Pacífico, el 5.57% eran de otras razas y el 0.86% pertenecían a dos o más razas. Del total de la población el 7.28% eran hispanos o latinos de cualquier raza.